# Internat Fredeburg

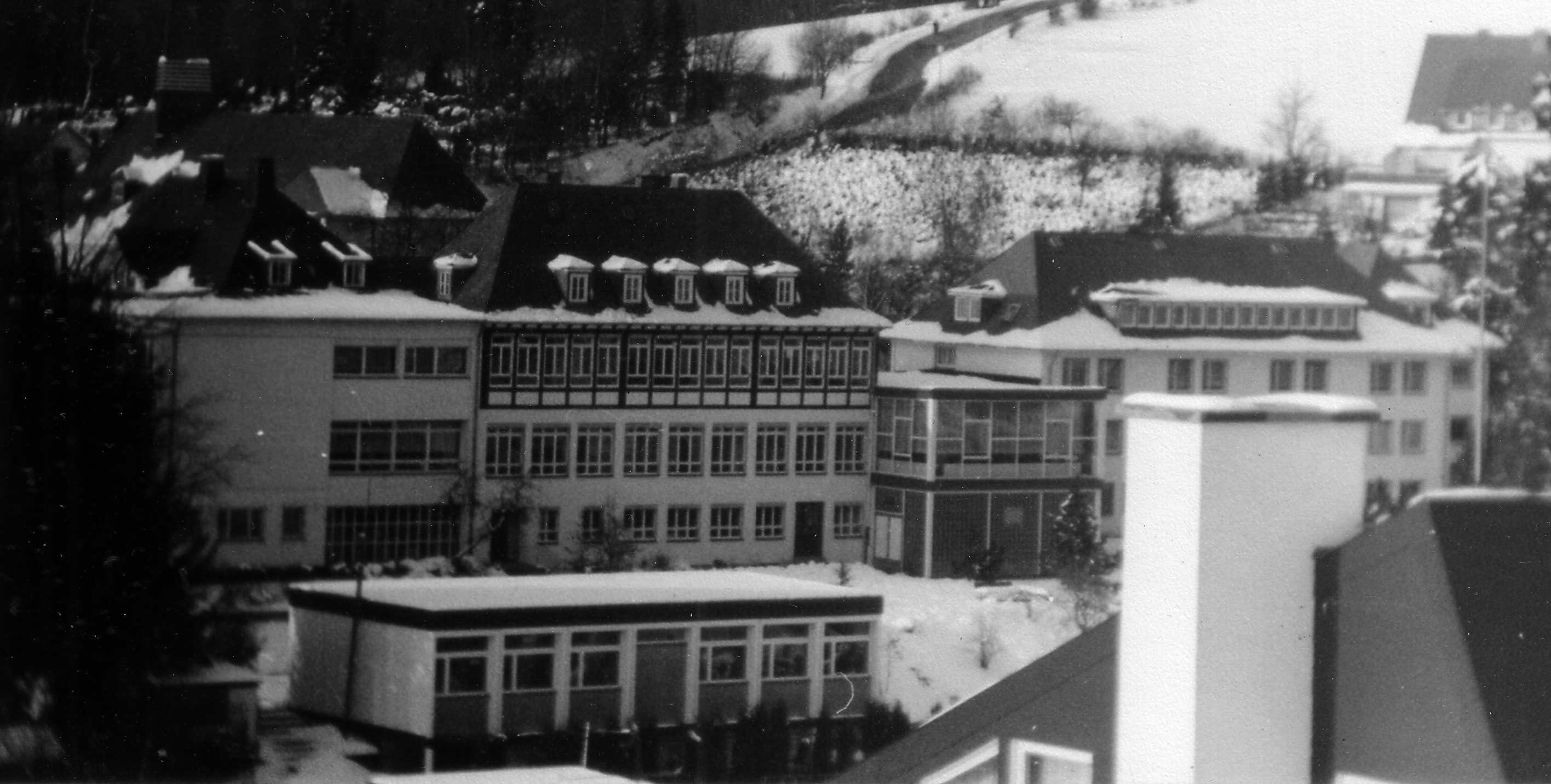
Internat Fredeburg (Winter 1982/83)

Das Internat Fredeburg liegt in Bad Fredeburg im Hochsauerlandkreis in Nordrhein-Westfalen, Deutschland, und ist im strengen Sinne ein so genanntes Kolumnat, d. h., dass die Schüler die öffentlichen örtlichen Schulen besuchen und im Internat wohnen und dort betreut werden.

## Geschichte

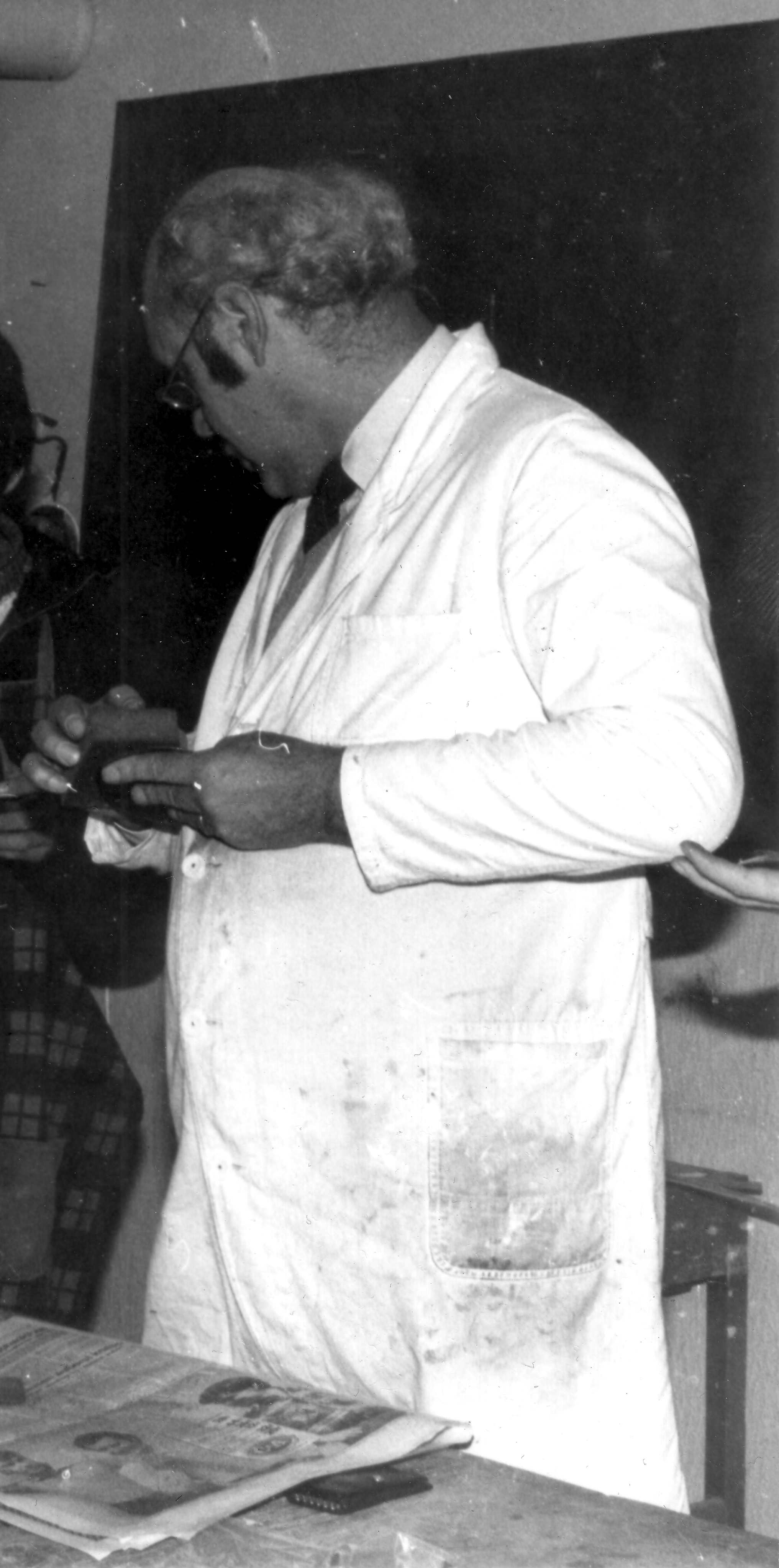
Walter Kling, Gründer und langjähriger Leiter

Nach Ende des  Zweiten Weltkriegs wurde 1947 das heutige Internat Fredeburg unter dem Namen Pädagogium Mungenas von der gleichnamigen ersten Leiterin gegründet und beherbergte zunächst auch eine privat geführte Aufbaurealschule. 1967 wurde diese Realschule von der seinerzeit noch selbständigen Stadt Fredeburg übernommen. Mit dem Wechsel in der Leitung zu Walter Kling änderte sich der Name des nunmehr eigenschullosen Pädagogiums in Internat Fredeburg. Kling verkaufte Immobilie und Internat Ende 1993 an Franz-Josef Kremer, unter dessen Leitung sich das Internat auf die Betreuung von Kindern mit ADS spezialisierte. Die Anzahl der Plätze wurde dabei von ehemals knapp 120 auf rund 70 reduziert, neben normalen Gruppen auch eine Betreuung in Wohngruppen eingeführt. Das Konzept zum Umgang mit hyperaktiven Kindern basiert im Wesentlichen auf strikten Strukturen und einem eher konservativen Erziehungsmodell mit Kirchgangspflicht, wenig freiem Ausgang, Kleidungsvorschriften etc. Dabei wird auch die Pflichtsportart Fechten zu erzieherischen Zwecken eingesetzt. Unter anderem zum Thema einer stark regelgeleiteten Erziehung veröffentlicht der Internatserzieher und Autor Wolfgang Pelzer regelmäßig Schriften. Ab Oktober 2006 stand die Trägergesellschaft „Internat Fredeburg GmbH“ zunächst unter vorläufiger Insolvenzverwaltung. Mit Beginn des ordentlichen Insolvenzverfahrens zum Jahresbeginn 2007 wurden seitens des Insolvenzverwalters der Internatsleiter Franz-Josef Kremer wegen finanzieller Unregelmäßigkeiten seiner Funktionen enthoben.
Überregionale Beachtung fand das Internat, als im März 2007 der Internatsleiter und Inhaber der Betreibergesellschaft Kremer wegen im Jahr 2005 begangenen mehrfachen Kindesmissbrauchs und sexuellen Missbrauchs Schutzbefohlener rechtskräftig zu einer Freiheitsstrafe verurteilt wurde. In diesem Zusammenhang wurde ebenfalls bekannt, dass wenige Jahre zuvor bereits ein ebenfalls im Internat tätiger Adoptiv-Sohn Kremers ebenfalls wegen sexueller Übergriffe verurteilt worden war.

## Heutiges Internat
Im Juni 2007 wurde nach einer Einigung mit den Gläubigern das Internat Fredeburg durch das Sozialwerk St. Georg übernommen, welches das Internat seit August 2007 in einer eigenen Tochtergesellschaft, der Internat Bad Fredeburg gGmbH, fortgeführt.
Die Konzeption des Internates wurde in den letzten Jahren mehrfach modifiziert. Neben Kindern mit Ad(H)S hat sich das Internat mittlerweile auf Kinder mit Entwicklungsverzögerungen, Störungen im Sozialverhalten und emotionalen Störungen spezialisiert. Es ist damit eines der wenigen Internate, das eine heilpädagogische Ausrichtung vorweisen kann. Von den früheren eher rigiden Erziehungsvorstellungen grenzt sich die heutige Konzeption deutlich ab. Im Leitbild werden eine ressourcenorientierte Förderung und die Beteiligung der Kinder als wesentliche Bestandteile des Konzeptes herausgestellt. Um das Kindeswohl zu schützen, hat sich das Internat verpflichtet, die Rahmenordnung zur Prävention sexuellen Missbrauchs der deutschen Bischofskonferenz einzuhalten. Ferner gibt es einen Ombudsmann sowie Möglichkeiten für Kinder und Jugendliche, aktiv an sie betreffenden Entscheidungen mitzubestimmen. Ergänzt wird die Betreuung im Internat durch einen psychosozialen Dienst, der therapeutische Aufgaben selber durchführt oder delegiert.

## Bekannte Internatler
- Hans Werner Wüst